# Duttaphrynus
Duttaphrynus — рід земноводних родини Ропухові ряду Безхвості. Має 30 видів.

## Опис
Загальна довжина представників цього роду коливається від 6,5 до 20 см. Спостерігається статевий диморфізм: самці більші за самиць. Голова масивна з декількома кістковими гребенями. Морда коротка, затуплена. Очі великі з горизонтальною зіницею. Самці наділені горловими мішками-резонаторами. Барабанна порожнина доволі мала. Шкіра вкрита дрібними горбиками, пупиришками. задані лапи наділені плавальними перетинками. Забарвлення спини коричневе з різними відтінками та численними цяточками, черево — жовтувате.

## Спосіб життя
Полюбляють тропічні та субтропічні ліси, а також гірські місцини. Активні вночі. Вдень ховаються під корчами та між корінням дерев. Живляться безхребетними.
Це яйцекладні амфібії.

## Розповсюдження
Мешкають у Південній, Південно-Східній Азії, південному Китаї.

## Види
- Duttaphrynus arabicus
- Duttaphrynus atukoralei
- Duttaphrynus beddomii
- Duttaphrynus brevirostris
- Duttaphrynus crocus
- Duttaphrynus cyphosus
- Duttaphrynus dhufarensis
- Duttaphrynus dodsoni
- Duttaphrynus himalayanus
- Duttaphrynus hololius
- Duttaphrynus kiphirensis
- Duttaphrynus kotagamai
- Duttaphrynus mamitensis
- Duttaphrynus manipurensis
- Duttaphrynus melanostictus
- Duttaphrynus microtympanum
- Duttaphrynus mizoramensis
- Duttaphrynus nagalandensis
- Duttaphrynus noellerti
- Duttaphrynus olivaceus
- Duttaphrynus parietalis
- Duttaphrynus scaber
- Duttaphrynus scorteccii
- Duttaphrynus silentvalleyensis
- Duttaphrynus stomaticus
- Duttaphrynus stuarti
- Duttaphrynus sumatranus
- Duttaphrynus totol
- Duttaphrynus valhallae
- Duttaphrynus wokhaensis